# TIMESLIP-RENDEZVOUS
TIMESLIP-RENDEZVOUS（タイムスリップ・ランデヴー）は、日本のロックバンド。2009年12月から2019年まではTIMESLIP（タイムスリップ）の名称で活動。

## 経歴
1994年4月 近藤金吾を中心に井澤雄逸、近藤泰次、冨澤裕之で結成。
1996年 10月9日シングル「針にかかった魚が自由を求めるように」でトイズファクトリーよりメジャー・デビュー。
2000年7月 ギターの井澤雄逸が脱退。
2001年1月8日 渋谷eggsiteでのライヴより、3ピースバンドとして活動再開。
2002年5月よりドラムの冨澤が腱鞘炎のためサポートドラマー竹内良介が参加、冨澤はサンプラーを操作。 7月、同年2月14日に行われたイベント"青森NIGHT 2002" でのセッション曲「青と森」を「佐藤竹善×坂本サトル×TIMESLIP-RENDEZVOUS」名義で青森限定で発売し、話題を集めた。複数の女性ボーカリストを迎えたアナザープロジェクト"MI:LAGRO"始動。
2003年11月 MI:LAGROのワンマンライブよりサポートギター小松敬一が参加。
2004年10月15日 結成10周年記念イベントにギターの井澤がゲスト参加。
2005年1月 冨澤がドラムに復帰。
2006年デビュー10周年を機に、オリジナルメンバーの井澤が復帰。9月に新曲入りベスト・アルバム「HAPPINESS FOR YOU」、12月にドキュメントDVD「UNDER ONE SKY」（公式サイト、ライブ会場のみで販売）をリリース。
2008年2月にオリジナルメンバーによる8年振りのアルバム「Re'TIMES」をリリース。2度の全国ツアーを行う。
2009年9月12日 ドラムの冨澤が脱退。12月15日 バンド名をTIMESLIPに変更。同日ライブよりサポートドラマー山崎悠太が参加。
2011年10月9日 デビュー15周年記念のワンマンライヴ会場にてアルバム「APOLLON」をリリース。
2014年12月5日 結成20周年記念ワンマンライヴを吉祥寺Planet Kにて行う。
2015年10月9日 デビュー19周年記念ワンマンライヴを下北沢CLUB Queにて行う。
2019年冨澤がゲスト参加したワンマンライブを機に、バンド名を再度TIMESLIP-RENDEZVOUSに変更する。

## メンバー
- 近藤金吾（こんどう きんご、1962年10月15日 - Vo.&Gt.）：青森県深浦町出身
- 井澤雄逸（いざわ ゆういち、1969年3月21日 - G/Key/Cho.）：熊本県出身
- 近藤泰次（こんどう たいじ、1965年12月1日 - B./Cho.）：青森県深浦町出身

### 元メンバー
- 冨澤裕之（とみざわ ひろゆき、1963年2月6日 - D./Cho）：通称Tommy東京都出身。元THE LONDON TIMES

### サポートメンバー
- 竹内良介（ドラム、2002年5月13日～2004年12月11日）：POTIONS,APPLEDORE
- 丸尾和正（ドラム、2002年5月29日）：Clingon
- 小松敬一（ギター、2003年11月4日～2005年7月25日）：HEAD GOOD TV,DAWNS
- 山崎悠太（ドラム、2009年12月15日～）：ukishizumi　青森県深浦町出身

## ディスコグラフィー

### シングル
マキシシングル
- 針にかかった魚が自由を求めるように (1996.10.9 TFCC-88083)
  - 1.針にかかった魚が自由を求めるように  2.四丁目カフェで会いましょう
  - カップリングの「四丁目カフェで会いましょう」がフジテレビ系深夜ドラマ「3番テーブルの客」主題歌
- AGGRESSIVE WORLD (1996.11.11 TFCC-88084)
  - 1.AGGRESSIVE WORLD  2.SUNDAY AFTERNOON
- 架空の想い出 (1997.8.1 TFCC-88107)
  - 1.架空の想い出  2.DON'T FORGET ME  3.NO PROBLEM
- 僕の車で (1998.6.21 TFCC-87011)
  - 1.僕の車で  2.君が待つ時計台
- 君を忘れない (1998.12.21 TFCC-87014)
  - 1.君を忘れない  2.CHANGE  3.真冬のエレメンツ
- IT'S GONE NOW  (1999.4.21 TFCC-87024)
  - 1.IT'S GONE NOW  2.PEACHSKIN TALK  3.LIFE GAUGE
- 約束の地 (1999.7.23 TFCC-87029)
  - 1.約束の地  2.3.a.m.  3.KILL ME TENDER
- OPEN THE GATE (2000.3.23 TFCC-87051)
  - 1.OPEN THE GATE  2.PEACE WITHIN THE BRIGHITNESS  3.Teenage dreams burn out and die

TS-R '99LIMITED EDITION 1999.11.21
- DILEMMA MONSTER/ANYWHERE(2808-P TOWER RECORDS限定/青)
- DILEMMA MONSTER/OPEN THE GATE(2809-P HMV限定/黒)
- DILEMMA MONSTER/BRAVO HUMAN(2810-P SHINSEIDO限定/緑)
- DILEMMA MONSTER/BRAVO HUMAN(2810-P TSUTAYA RECORDS限定/赤)
- DILEMMA MONSTER/BRAVO HUMAN(2810-P POWER SHOP限定/橙)

会場限定販売
- BETTER THAN YESTERDAY(1999.12.12 TOWER RECORDS渋谷店限定 インストアライヴにて無料配布)
- Sleeping Pig(2002.1.18 CLUB Queライヴ会場及び通信販売、300枚限定、シリアルナンバー入り)
  - 1.Sleeping Pig  2.SILVER WING(ACOUSTIC VERSION)
- 青と森(2002.7.31 HTHT-4「佐藤竹善×坂本サトル×TIMESLIP-RENDEZVOUS」名義、青森県内限定販売)
- WAITING FOR THE SUN(2004.12.11高田馬場AREAライヴ会場にて無料配布及び希望者に送付）

- 2005年「10+1CIRCUIT」ライヴ会場及び通信販売限定
  - Paradise Stastion(2005.2.12 TSR-1：渋谷La.mama)
  - ありったけの愛を君に(2005.3.19 TSR-2：渋谷o-nest)
  - Blowin' In My Soul(2005.4.14 TSR-3：下北沢SHELTER)
  - カナシイ世界(2005.5.15 TSR-4：下北沢CLUB Que)
  - I'm Fine Today(2005.6.26 TSR-5：下北沢CLUB Que)

- 鼓星～オリオン～/呼吸(2008.8.22 2008年8月～10月、Hello,Againツアー会場限定販売）
  - 1.鼓星～オリオン～  2.呼吸
- 希望の翼(2009.7.25 深浦MUSIC FESTIVAL in WeSPa会場限定販売）
  - 1.希望の翼  2.愛さえあれば
- 僕が僕を見つけた日(2011.5.26下北沢CLUB Que会場限定販売）

配信リリース
- WISH COMES TRUE(2007.2.14)
- 夏宙～ナツゾラ～(2007.5.23)

### アルバム
オリジナル・アルバム
- TWILIGHT CITY (1997.2.19 TFCC-88092)
  - 1.[d∧sk] 2.TWILIGHT CITY 3.1/100秒 4.針にかかった魚が自由を求めるように 5.CELEBRATION 6.WHY? 7.四丁目カフェで会いましょう 8.AGGRESSIVE WORLD
- SPUTNIK (1997.10.8 TFCC-88110)
  - 1.FRRDOM 2.WASTING MY TIME 3.架空の想い出 4.ラジオ局まで 5.DREAM OF A MIRACLE 6.DON'T FORGET ME 7.金魚鉢から愛をこめて 8.コメット 9.MONDAY MORNING ANGEL 10.君が抱きしめてくれる 11.春風
- REALITY! (1999.1.21 TFCC-88134)
  - 1.愛する人よ 2.LONG TIME NO SEE 3.失われた青空 4.君を忘れない 5.ロボットシンドローム 6.CHANGE 7.DEAR MY FUTURE 8.HAPPY DAYS ARE HERE 9.真冬のエレメンツ 10.僕の車で 11.2025年
- ELMIRAGE - HERE TODAY, HERE AGAIN (2000.1.21 TFCC-88154)
  - 1.ELMIRAGE 2.BETTER THAN YESTERDAY 3.IT'S GONE NOW 4.DILEMMA MONSTER 5.OPEN THE GATE 6.BRAVO HUMAN 7.MOONLIGHT DRIVE 8.REAL LIFE 9.ANYWHERE 10.BE MY WAY 11.約束の地 12.GOOD LUCK TO YOU 13.ONE VISION
- BANANA PROJECT (2001.3.23 TFCC-88173)
  - 1.WOLF GANG 2.GREEN FLASH 3.STILL ALIVE 4.LOVEゲノム 5.AMBITIOUS～物語を始めよう～ 6.I KNOW YOU 7.RUN FOR YOURSELF 8.ぜんまい 9.ミッシェル ウィズ マスタッシュ 10.BANANA
- TIME CAPSULE (2002.3.20 EMDA-001(8895-P)タワーレコード限定リリース)
  - (DISC1)1.I CAN'T HELP MYSELF, NO WAY 2.君のリアル 3.SLEEPING PIG 4.LEMONADE 5.針にかかった魚が自由を求めるように(LIVE) 6.ALL MY LOVE(LIVE) 7.未来花(DEMO VERSION) 8.THIS IS MY ANSWER(DEMO VERSION)
  - (DISC2)1.AGGRESSIVE WORLD(UNPLUGED) 2.約束の地(UNPLUGED) 3.CHANGE(UNPLUGED) 4.FREEDOM(UNPLUGED) 5.ぜんまい(TOY'S CAFE VERSION) 6.LOVEゲノム(TOY'S CAFE VERSION) 7.BANANA(EXTRA VERSION)　※泰次Vo.バージョン 8.愛の唄　※オフコースのカバー　9.SILVER WING(ACOUSTIC)
- Re' TIMES (2008.2.13 SBCD-00801)
  - 1.(Entrance of )Re'Times 2.Invisible World 3.歌はマジック 4.春雷 5.WISH COMES TRUE 6.流れ星を待って 7.夏宙～ナツゾラ～ 8.BOY 9.ヒステリックサマー 10.Mahorova～時の彼方へ～ 11.三輪車
- APOLLON (2011.10.9 TSR-7　ライヴ会場及び通販限定リリース)
  - 1.キスよりもっと 2.愛がスキップ 3.君を想うことで 4.恋はためらわず 5.人生に乾杯！ 6.僕が僕を見つけた日
- ALONE & TOGETHER (2021.10.9 TSR-8　ライヴ会場及び通販限定リリース)
  - 1.STORY 〜24時間の物語〜 2.夕陽に間に合えば 3.君がいない町 4.Transient Emotion 5.Re:member 6.偶然の命 〜Alone & Together〜

ベスト・アルバム
- 情熱の星 ～masterpiece chronicle 96-03～ (2003.11.19 TFCC-86142)
  - 1.情熱の星 2.針にかかった魚が自由を求めるように 3.四丁目カフェで会いましょう 4.AGGRESSIVE WORLD 5.1/100秒 6.架空の想い出 7.僕の車で 8.CHANGE 9.IT'S GONE NOW 10.約束の地 11.DILEMMA MONSTER 12.OPEN THE GATE 13.WOLF GANG 14.WOLF GANG 15.RUN FOR YOURSELF 16.LOVEゲノム
- HAPPINESS FOR YOU ～10TH ANNIVERSARY SELLECTION 96-06～ (2006.09.20 PFCA-0013)
  - 1.UNDER ONE SKY 2.TWILIGHT CITY 3.針にかかった魚が自由を求めるように 4.四丁目カフェで会いましょう 5.金魚鉢から愛をこめて 6.コメット 7.君を忘れない 8.IT'S GONE NOW 9.LIFE GAUGE 10.OPEN THE GATE 11.ONE VISION 12.AMBITIOUS～物語を始めよう～ 13.ミッシェル ウィズ マスタッシュ 14.LOVEゲノム 15.情熱の星 BONUS TRACK.占い師

#### 参加アルバム
- 星界の紋章 オリジナル サウンドトラック （1999.2.21 バップ VPCG-84670）
  - Track 13 失われた青空
- Gentle Guitar Dreams(2002.5.29 イーストウェストジャパン AMCM-10021)
  - Track 06 IF I NEEDED SOMEONE
- ＃9 Dream(2010.11.10 オーマガトキ OMCA-1135)
  - （近藤金吾主催イベント「ジョン・レノンへの招待状」から誕生したアルバム）

### DVD
- 10TH ANNIVERSARY MEMORIAL VISION"UNDER ONE SKY"(2006.12.4 PECA-014)

## theくまげら
- 近藤兄弟によるギターデュオ。ユニット名は地元・青森県の白神山地に生息する日本最大級のキツツキの名から。
- 「白神旅情」や「深浦慕情」（地元限定販売）など、地元の自然を題材にしている。
- また地元メーカーのCMソング「つるつるわかめのうた」も制作。

## タイアップ一覧
| 年                  | 曲名                       | タイアップ                                                   |
| ------------------- | -------------------------- | ------------------------------------------------------------ |
| TIMESLIP-RENDEZVOUS |                            |                                                              |
| 1996年              | 四丁目カフェで会いましょう | フジテレビ系 深夜ドラマ『3番テーブルの客』主題歌             |
| 1998年              | 僕の車で                   | 日本テレビ系『ロンブー荘青春記』エンディング・テーマ         |
| 1999年              | IT'S GONE NOW              | フジテレビ系 深夜ドラマ『美少女H3 少女たちの異常体験』主題歌 |
| 2000年              | OPEN THE GATE              | テレビ東京系ニュース番組エンディングテーマ                   |
| 2000年              | OPEN THE GATE              | ケーブルテレビ『MUSIC PARTY』エンディング・テーマ            |
| 2001年              | GREEN FLASH                | みちのく競馬CMソング（東北地方）                             |

## ヘビーローテーション/パワープレイ

### ラジオ
| 年                  | 曲名     | ラジオヘビーローテーション/パワープレイ                      |
| ------------------- | -------- | ------------------------------------------------------------ |
| TIMESLIP-RENDEZVOUS |          |                                                              |
| 1999年              | 約束の地 | FM NACK5『JAPANESE DREAM』1999年7月度 歴代JDグランプリ受賞曲 |